# Абессив
Абесси́в, также лиши́тельный паде́ж, изъя́тельный паде́ж, карити́в — падеж, указывающий на лишение, отсутствие чего-либо, на нахождение вне чего-либо. Абессив входит в падежные системы многих финно-угорских, тюркских, некоторых африканских и кавказских языков. 

## В финском языке[1]
В финском языке абессив образуется с помощью стандартного окончания -tta/-ttä (выбор в зависимости от ряда гласных основы по законам сингармонизма). Показатель абессива может присоединяться как к основам имён существительных:
- On vaikeaa elää talotta «Трудно жить без дома» (от talo 'дом');
- Hän suuttui syyttä «Он рассердился без причины» (от syy 'причина');
- Voitte pysäköidä maksutta «Вы можете припарковаться бесплатно» (от maksu 'плата'),

так и к основам, например, так наз. «третьего инфинитива» (фин. MA-infinitiivi):
- Se oli ainoa paikka, jossa hän voi tehdä juustokokeiluja hajun häiritsemättä naapureita «Это было единственное место, где он мог поэкспериментировать с сыром не доставляя беспокойства соседям» (от häiritä 'беспокоить');
- Hänen uudet teoksensa voidaan jättää julkaisematta «Его новые работы могут остаться ненапечатанными» (от julkaista 'печатать, публиковать');
- Voin jo kävellä tuntematta kipua «Я уже могу ходить не чувствуя боли».

Лексикализованные формы абессива являются источником наречий, дискурсивных маркеров и служебных частей речи: auttamatta 'непоправимо, безнадёжно', epäilemättä 'вне всякого сомнения', huolimatta 'несмотря на', kieltämättä 'бесспорно', lakkaamatta 'беспрерывно', lukuun ottamatta 'за исключением, не считая', riippumatta 'вне зависимости', viipymättä 'немедленно', vääjäämättä 'неизбежно'.

## В вепсском языке
В вепсском языке абессив обозначает отсутствие чего-либо или кого-либо или нахождение вне чего-то или кого-то (лapsed g’eiba mamata «дети остались без матери»).